# Croix Militaire Sanitaire de Hesse
La Croix Militaire Sanitaire de Hesse (Militär-Sanitätskreuz) est une décoration militaire allemande créée par le Grand-Duc de Hesse Louis III pendant la Guerre franco-allemande de 1870 et pouvant être décerné à des femmes et des hommes qui s'étaient distingués dans le domaine des services médicaux, des soins et du transport des soldats blessés et malades.
Au début de la Première Guerre mondiale, le grand-duc Ernest-Louis de Hesse a réactivé l'ordre le 12 août 1914. Il conserva les statuts et créa une barrette 1914, qui était fixée au ruban, pour les anciens récipiendaires qui s'étaient à nouveau distingués.
En raison de la rareté des matières premières, la croix a été réalisée avec un alliage de zinc gaufré puis cuivré à partir de janvier 1918.

## Description
La décoration comportait une seule classe et se composait d'une croix en bronze doré de style néo-gothique. L'avers du modèle 1870 portait l'inscription Für / Pflege der / Soldaten / 1870 et pour le modèle 1914 Für / Pflege der / Soldaten / 1914 sur chaque branche de la croix. Le centre portait le monogramme "L" pour Ludwig (Louis III de Hesse) et la couronne grand-ducale. Au revers, pour les deux modèles, était inscrit : Den / 25ten / August / 1870, date à laquelle la croix a été instituée.
Le ruban était rouge ponceau avec deux bandes argentées près des bordures